# Araneus saevus
Araneus saevus là một loài nhện trong họ Araneidae.
Loài này thuộc chi Araneus. Araneus saevus được Ludwig Carl Christian Koch miêu tả năm 1872.